# Campeonato Argentino M18 2011
El Campeonato Argentino de Menores de 18 años de 2011 fue un torneo para los seleccionados M18 de las uniones regionales afiliadas a la Unión Argentina de Rugby. El torneo se llevó a cabo entre el 15 de octubre y el 5 de noviembre de 2011, disputándose en conjunto con el Campeonato Argentino M19 de 2011.
Siguiendo los pasos del Campeonato Argentino de Mayores, la Zona Estímulo del torneo fue restablecida como el Torneo Súper 9 Juvenil, un nuevo formato creado con el objetivo de fomentar el desarrollo y la interrelación entre las uniones participantes. Todo el torneo se llevó a cabo en una sede única, permitiendo la disputa de encuentros entre equipos de regiones distantes. Los partidos tuvieron un formado reducido, disputándose dos tiempos de 20 minutos y garantizando que cada equipo disputase cuatro encuentros en total. Además, se realizaron cursos y talleres para el desarrollo de jugadores, entrenadores y árbitros. La sede elegida para esta temporada fue la Provincia de San Luis, disputando los encuentros en el Estadio Provincial Juan Gilberto Funes de La Punta.
La Unión de Rugby de Tucumán se quedó con el campeonato por tercer año consecutivo al vencer 12-5 en la final a la Unión de Rugby de Buenos Aires en las instalaciones del Tucumán Rugby Club. Todos los puntos de la Naranjita en la final fueron marcados por Santiago Rez Masud, que además contó con jugadores como Lucas Noguera Paz y Santiago Iglesias, entre otros. Por otro lado, las Aguilitas tuvieron jugadores como Julián Montoya, Tomás Lavanini, Pablo Matera y Santiago Cordero.

## Equipos participantes
Participaron de esta edición veinticinco equipos: ocho en la Zona Campeonato, ocho en la Zona Ascenso y nueve en la Zona Estímulo (Súper 9 Juvenil).
| División                                  | Equipo              | Unión                                                |
| ----------------------------------------- | ------------------- | ---------------------------------------------------- |
| Zona Campeonato 8 equipos                 | Buenos Aires        | Unión de Rugby de Buenos Aires                       |
| Zona Campeonato 8 equipos                 | Córdoba             | Unión Cordobesa de Rugby                             |
| Zona Campeonato 8 equipos                 | Cuyo                | Unión de Rugby de Cuyo                               |
| Zona Campeonato 8 equipos                 | Entre Ríos          | Unión Entrerriana de Rugby                           |
| Zona Campeonato 8 equipos                 | Rosario             | Unión de Rugby de Rosario                            |
| Zona Campeonato 8 equipos                 | Salta               | Unión de Rugby de Salta                              |
| Zona Campeonato 8 equipos                 | Sur                 | Unión de Rugby del Sur                               |
| Zona Campeonato 8 equipos                 | Tucumán             | Unión de Rugby de Tucumán                            |
| Zona Ascenso 8 equipos                    | Alto Valle          | Unión de Rugby del Alto Valle de Río Negro y Neuquén |
| Zona Ascenso 8 equipos                    | Chubut              | Unión de Rugby del Valle del Chubut                  |
| Zona Ascenso 8 equipos                    | Lagos del Sur       | Unión de Rugby de los Lagos del Sur                  |
| Zona Ascenso 8 equipos                    | Mar del Plata       | Unión de Rugby de Mar del Plata                      |
| Zona Ascenso 8 equipos                    | Nordeste            | Unión de Rugby del Nordeste                          |
| Zona Ascenso 8 equipos                    | Oeste               | Unión de Rugby del Oeste de Buenos Aires             |
| Zona Ascenso 8 equipos                    | Santa Fe            | Unión Santafesina de Rugby                           |
| Zona Ascenso 8 equipos                    | Santiago del Estero | Unión Santiagueña de Rugby                           |
| Súper 9 Juvenil (Zona Estímulo) 9 equipos | Andina              | Unión Andina de Rugby                                |
| Súper 9 Juvenil (Zona Estímulo) 9 equipos | Austral             | Unión de Rugby Austral                               |
| Súper 9 Juvenil (Zona Estímulo) 9 equipos | Formosa             | Unión de Rugby de Formosa                            |
| Súper 9 Juvenil (Zona Estímulo) 9 equipos | Jujuy               | Unión Jujeña de Rugby                                |
| Súper 9 Juvenil (Zona Estímulo) 9 equipos | Misiones            | Unión de Rugby de Misiones                           |
| Súper 9 Juvenil (Zona Estímulo) 9 equipos | San Juan            | Unión Sanjuanina de Rugby                            |
| Súper 9 Juvenil (Zona Estímulo) 9 equipos | Santa Cruz          | Unión Santacruceña de Rugby                          |
| Súper 9 Juvenil (Zona Estímulo) 9 equipos | San Luis            | Unión de Rugby San Luis                              |
| Súper 9 Juvenil (Zona Estímulo) 9 equipos | Tierra del Fuego    | Unión de Rugby de Tierra del Fuego                   |

## Zona Campeonato

### Zona 1
| Pos. | Equipos      | Partidos | Partidos | Partidos | Tantos | Tantos | Tantos | Pts. |
| Pos. | Equipos      | G        | E        | P        | PF     | PC     | DP     | Pts. |
| ---- | ------------ | -------- | -------- | -------- | ------ | ------ | ------ | ---- |
| 1.°  | Buenos Aires | 3        | 0        | 0        | 144    | 24     | +120   | 6    |
| 2.°  | Cuyo         | 2        | 0        | 1        | 49     | 58     | -9     | 4    |
| 3.°  | Sur          | 1        | 0        | 2        | 48     | 76     | -28    | 2    |
| 4.°  | Salta        | 0        | 0        | 3        | 21     | 104    | -83    | 0    |

|  | Clasifica a la final      |
|  | Desempate por el descenso |

| 15 de octubre | Buenos Aires | 28 - 14 | Cuyo | San Isidro Club, San Isidro            |                                        |
|               |              | Reporte |      | Árbitro(s): Ramiro García Gamero (Sur) | Árbitro(s): Ramiro García Gamero (Sur) |

| 15 de octubre | Salta | 12 - 17 | Sur | Jockey Club, Salta                   |                                      |
|               |       | Reporte |     | Árbitro(s): Rodrigo Reyes (Santa Fe) | Árbitro(s): Rodrigo Reyes (Santa Fe) |

| 22 de octubre | Sur | 10 - 39 | Buenos Aires | Club El Nacional, Bahía Blanca     |                                    |
|               |     | Reporte |              | Árbitro(s): Carlos Poggi (Rosario) | Árbitro(s): Carlos Poggi (Rosario) |

| 22 de octubre | Salta | 9 - 10  | Cuyo | Gimnasia y Tiro, Salta                   |                                          |
|               |       | Reporte |      | Árbitro(s): Santiago Altobelli (Tucumán) | Árbitro(s): Santiago Altobelli (Tucumán) |

| 29 de octubre | Buenos Aires | 77 - 0  | Salta | Universitario LP, La Plata             |                                        |
|               |              | Reporte |       | Árbitro(s): Matías Larrahona (Córdoba) | Árbitro(s): Matías Larrahona (Córdoba) |

| 29 de octubre | Cuyo | 25 - 21 | Sur | Marista Rugby Club, Luján de Cuyo      |                                        |
|               |      | Reporte |     | Árbitro(s): Álvaro Del Barco (Tucumán) | Árbitro(s): Álvaro Del Barco (Tucumán) |

### Zona 2
| Pos. | Equipos    | Partidos | Partidos | Partidos | Tantos | Tantos | Tantos | Pts. |
| Pos. | Equipos    | G        | E        | P        | PF     | PC     | DP     | Pts. |
| ---- | ---------- | -------- | -------- | -------- | ------ | ------ | ------ | ---- |
| 1.°  | Tucumán    | 3        | 0        | 0        | 102    | 64     | +38    | 6    |
| 2.°  | Rosario    | 2        | 0        | 1        | 76     | 53     | +23    | 4    |
| 3.°  | Córdoba    | 1        | 0        | 2        | 65     | 60     | +5     | 2    |
| 4.°  | Entre Ríos | 0        | 0        | 3        | 31     | 97     | -66    | 0    |

|  | Clasifica a la final      |
|  | Desempate por el descenso |

| 15 de octubre | Tucumán | 52 - 25 | Entre Ríos | Natación y Gimnasia, Tucumán       |                                    |
|               |         | Reporte |            | Árbitro(s): Carlos Poggi (Rosario) | Árbitro(s): Carlos Poggi (Rosario) |

| 15 de octubre | Córdoba | 28 - 29 | Rosario | Córdoba Athletic Club, Córdoba         |                                        |
|               |         | Reporte |         | Árbitro(s): Álvaro Del Barco (Tucumán) | Árbitro(s): Álvaro Del Barco (Tucumán) |

| 22 de octubre | Rosario | 17 - 22 | Tucumán | Jockey Club, Rosario                   |                                        |
|               |         | Reporte |         | Árbitro(s): Ramiro García Gamero (Sur) | Árbitro(s): Ramiro García Gamero (Sur) |

| 22 de octubre | Córdoba | 15 - 3  | Entre Ríos | Córdoba Athletic Club, Córdoba            |                                           |
|               |         | Reporte |            | Árbitro(s): Federico Rodríguez (San Luis) | Árbitro(s): Federico Rodríguez (San Luis) |

| 29 de octubre | Tucumán | 28 - 22 | Córdoba | Tucumán Rugby Club, Tucumán          |                                      |
|               |         | Reporte |         | Árbitro(s): Juan Sylvestre (Rosario) | Árbitro(s): Juan Sylvestre (Rosario) |

| 29 de octubre | Entre Ríos | 3 - 30  | Rosario | CA Estudiantes, Paraná                    |                                           |
|               |            | Reporte |         | Árbitro(s): Julián Busacca (Buenos Aires) | Árbitro(s): Julián Busacca (Buenos Aires) |

### Desempate por el descenso
La Unión Entrerriana de Rugby le ganó a la Unión de Rugby de Salta en Paraná y mantuvo la categoría en la siguiente temporada.
| 5 de noviembre | Entre Ríos | 14 - 6  | Salta | CA Estudiantes, Paraná                   |                                          |
|                |            | Reporte |       | Árbitro(s): Joaquín Otaño (Buenos Aires) | Árbitro(s): Joaquín Otaño (Buenos Aires) |

### Final
La final se disputó el 5 de noviembre en las instalaciones del Tucumán Rugby Club en la capital tucumana, disputándose en conjunto con la final del Campeonato M19, la cual reunió a los mismos equipos.
| 5 de noviembre | Tucumán | 12 - 5  | Buenos Aires | Tucumán Rugby Club, Tucumán            |                                        |
|                |         | Reporte |              | Árbitro(s): Emilio Traverso (Santa Fe) | Árbitro(s): Emilio Traverso (Santa Fe) |

| Bandera de la Provincia de Tucumán |
| Tucumán Campeón                    |

## Zona Ascenso

### Zona 1
| Pos. | Equipos       | Partidos | Partidos | Partidos | Tantos | Tantos | Tantos | Pts. |
| Pos. | Equipos       | G        | E        | P        | PF     | PC     | DP     | Pts. |
| ---- | ------------- | -------- | -------- | -------- | ------ | ------ | ------ | ---- |
| 1.°  | Santa Fe      | 3        | 0        | 0        | 113    | 18     | +95    | 6    |
| 2.°  | Alto Valle    | 2        | 0        | 1        | 69     | 36     | +33    | 4    |
| 3.°  | Lagos del Sur | 1        | 0        | 2        | 30     | 73     | -43    | 2    |
| 4.°  | Chubut        | 0        | 0        | 3        | 31     | 116    | -85    | 0    |

|  | Clasifica a la final por el ascenso  |
|  | Clasifica a la final por el descenso |

| 15 de octubre | Santa Fe | 60 - 7  | Chubut | CRAI, Santa Fe                   |                                  |
|               |          | Reporte |        | Árbitro(s): Juan Gómez (Cordoba) | Árbitro(s): Juan Gómez (Cordoba) |

| 15 de octubre | Alto Valle | 25 - 7  | Lagos del Sur | Roca Rugby Club, General Roca |                               |
|               |            | Reporte |               | Árbitro(s): Ezequiel Orcajada | Árbitro(s): Ezequiel Orcajada |

| 22 de octubre | Lagos del Sur | 8 - 36  | Santa Fe | Club Los Pehuenes, Bariloche           |                                        |
|               |               | Reporte |          | Árbitro(s): Luciano Sapag (Alto Valle) | Árbitro(s): Luciano Sapag (Alto Valle) |

| 22 de octubre | Alto Valle | 41 - 12 | Chubut | Neuquén Rugby Club, Neuquén              |                                          |
|               |            | Reporte |        | Árbitro(s): Sebastián Cárdenas (Austral) | Árbitro(s): Sebastián Cárdenas (Austral) |

| 29 de octubre | Santa Fe | 17 - 3  | Alto Valle | Santa Fe Rugby Club, Santa Fe              |                                            |
|               |          | Reporte |            | Árbitro(s): Diego Dlugovitzky (Entre Ríos) | Árbitro(s): Diego Dlugovitzky (Entre Ríos) |

| 29 de octubre | Chubut | 12 - 15 | Lagos del Sur | Puerto Madryn RC, Puerto Madryn       |                                       |
|               |        | Reporte |               | Árbitro(s): Federico Fioravanti (Sur) | Árbitro(s): Federico Fioravanti (Sur) |

### Zona 2
| Pos. | Equipos         | Partidos | Partidos | Partidos | Tantos | Tantos | Tantos | Pts. |
| Pos. | Equipos         | G        | E        | P        | PF     | PC     | DP     | Pts. |
| ---- | --------------- | -------- | -------- | -------- | ------ | ------ | ------ | ---- |
| 1.°  | Sgo. del Estero | 3        | 0        | 0        | 91     | 18     | +73    | 6    |
| 2.°  | Mar del Plata   | 2        | 0        | 1        | 131    | 46     | +85    | 4    |
| 3.°  | Nordeste        | 1        | 0        | 2        | 34     | 74     | -40    | 2    |
| 4.°  | Oeste           | 0        | 0        | 3        | 17     | 135    | -118   | 0    |

|  | Clasifica a la final por el ascenso  |
|  | Clasifica a la final por el descenso |

| 15 de octubre | Santiago del Estero | 26 - 0  | Nordeste | Old Lions RC, Santiago del Estero             |                                               |
|               |                     | Reporte |          | Árbitro(s): Sebastián Collman Louseau (Salta) | Árbitro(s): Sebastián Collman Louseau (Salta) |

| 15 de octubre | Mar del Plata | 72 - 10 | Oeste | CUDS, Mar del Plata                   |                                       |
|               |               | Reporte |       | Árbitro(s): Federico Fioravanti (Sur) | Árbitro(s): Federico Fioravanti (Sur) |

| 22 de octubre | Oeste | 0 - 43  | Santiago del Estero | Club Los Miuras, Junín                    |                                           |
|               |       | Reporte |                     | Árbitro(s): Federico Japas (Buenos Aires) | Árbitro(s): Federico Japas (Buenos Aires) |

| 22 de octubre | Mar del Plata | 41 - 14 | Nordeste | Mar del Plata Club, Mar del Plata             |                                               |
|               |               | Reporte |          | Árbitro(s): Leandro Cippitelli (Buenos Aires) | Árbitro(s): Leandro Cippitelli (Buenos Aires) |

| 29 de octubre | Santiago del Estero | 22 - 18 | Mar del Plata | Santiago Lawn Tennis, Santiago del Estero |                                    |
|               |                     | Reporte |               | Árbitro(s): Augusto Báez (Formosa)        | Árbitro(s): Augusto Báez (Formosa) |

| 29 de octubre | Nordeste | 20 - 7  | Oeste | CURNE, Resistencia                |                                   |
|               |          | Reporte |       | Árbitro(s): César Ponce (Tucumán) | Árbitro(s): César Ponce (Tucumán) |

### Final por el descenso
La Unión de Rugby del Valle del Chubut perdió la categoría en la Zona Ascenso al caer en la final por el descenso ante la Unión de Rugby del Oeste de Buenos Aires por 15 a 0.
| 5 de noviembre | Chubut | 0 - 15  | Oeste | Patoruzú Rugby Club, Trelew         |                                     |
|                |        | Reporte |       | Árbitro(s): Daniel Araque (Austral) | Árbitro(s): Daniel Araque (Austral) |

### Final por el ascenso
La Unión Santafesina de Rugby se impuso como local a la Unión Santiagueña de Rugby por 31 a 15 en la final de la Zona Ascenso, y logró la clasificación a la Zona Campeonato de la siguiente temporada.
| 5 de noviembre | Santa Fe | 31 - 15 | Santiago del Estero | CRAI, Santa Fe                         |                                        |
|                |          | Reporte |                     | Árbitro(s): Ramiro García Gamero (Sur) | Árbitro(s): Ramiro García Gamero (Sur) |

| Bandera de la Provincia de Santa Fe |
| San Juan Campeón Zona Ascenso       |

## Zona Estímulo (Súper 9)
La Zona Estímulo (Súper 9) se disputó entre el 27 y 29 de octubre en el Estadio Provincial Juan Gilberto Funes de la Provincia de San Luis. El torneo fue ganado por la Unión Sanjuanina de Rugby que obtuvo la Copa de Oro al vencer 10-3 a los anfitriones y logró el ascenso a la Zona Ascenso 2012.
| 1.° | San Juan         | 3 | 0 | 1 | 105 | 35 | +70 | 6 |
| 2.° | San Luis         | 3 | 0 | 1 | 58  | 32 | +26 | 6 |
| 3.° | Tierra del Fuego | 3 | 0 | 1 | 49  | 36 | +13 | 6 |
| 4.° | Austral          | 3 | 0 | 1 | 55  | 23 | +32 | 6 |
| 5.° | Misiones         | 2 | 0 | 2 | 44  | 64 | -20 | 4 |
| 6.° | Andina           | 1 | 0 | 3 | 36  | 61 | -25 | 2 |
| 7.° | Jujuy            | 2 | 0 | 2 | 34  | 40 | -6  | 4 |
| 8.° | Formosa          | 1 | 0 | 3 | 32  | 41 | -9  | 2 |
| 9.° | Santa Cruz       | 0 | 0 | 4 | 10  | 91 | -81 | 0 |

|  | Campeón Copa de Oro y asciende a Zona Ascenso 2012. |
|  | Campeón Copa de Plata.                              |
|  | Campeón Copa de Bronce.                             |

| Bandera de la Provincia de San Juan |
| San Juan Campeón Súper 9            |